# Taubenmarkt (Linz)

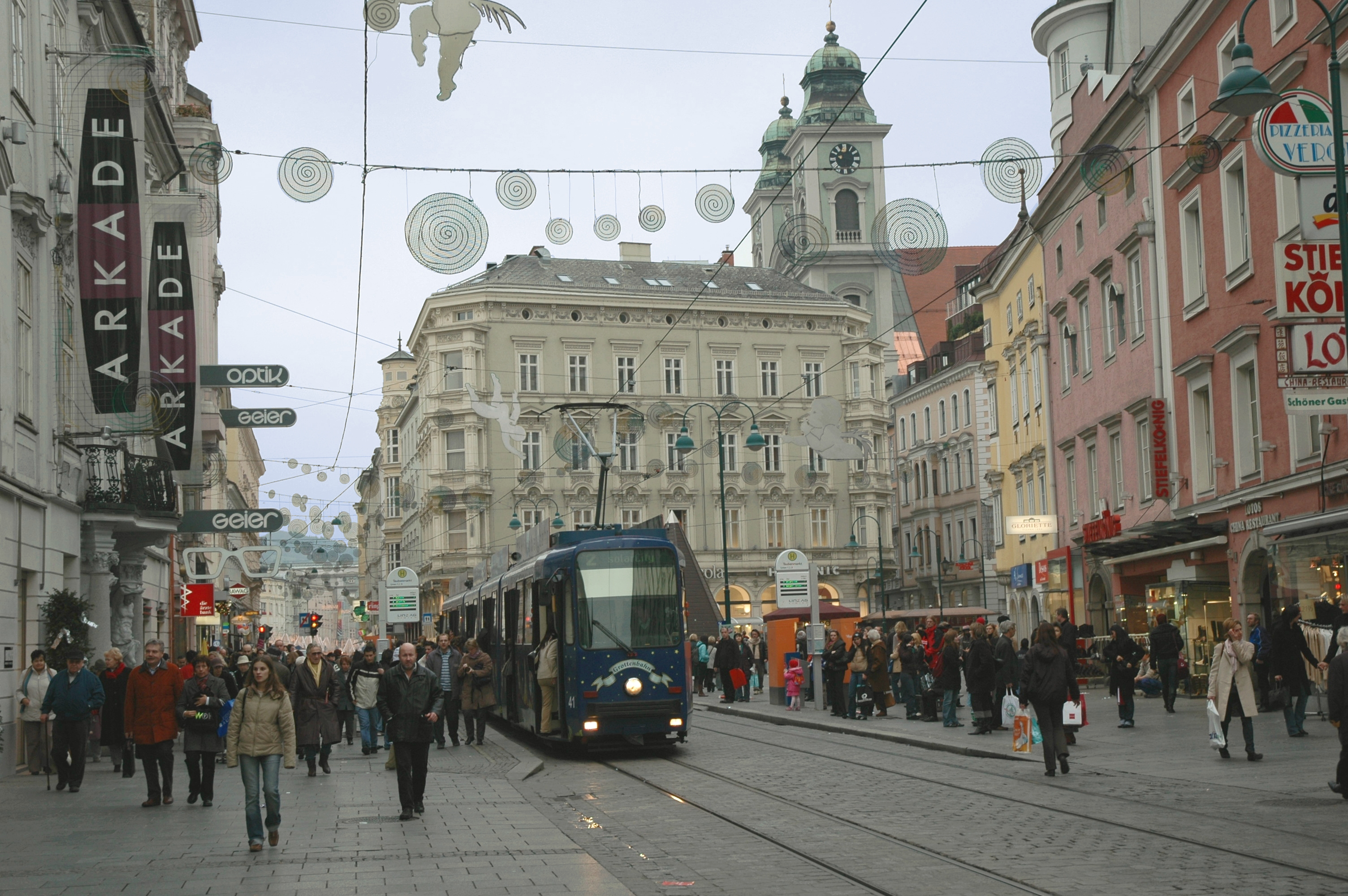
Verkehrsknotenpunkt Taubenmarkt (2006)

Der Taubenmarkt ist ein zentraler öffentlicher Platz in der oberösterreichischen Stadt Linz.

## Lage

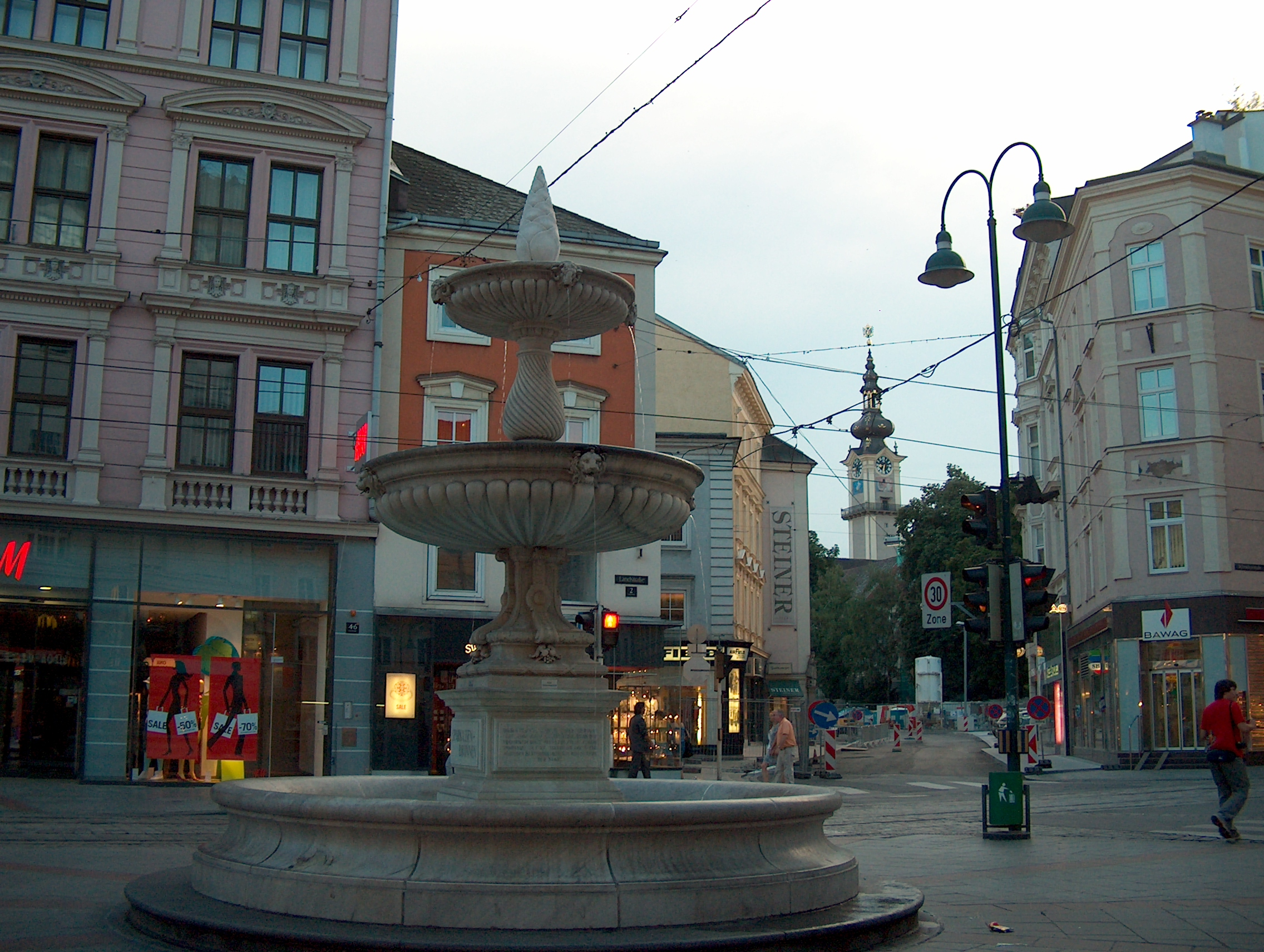
Sparkassenbrunnen

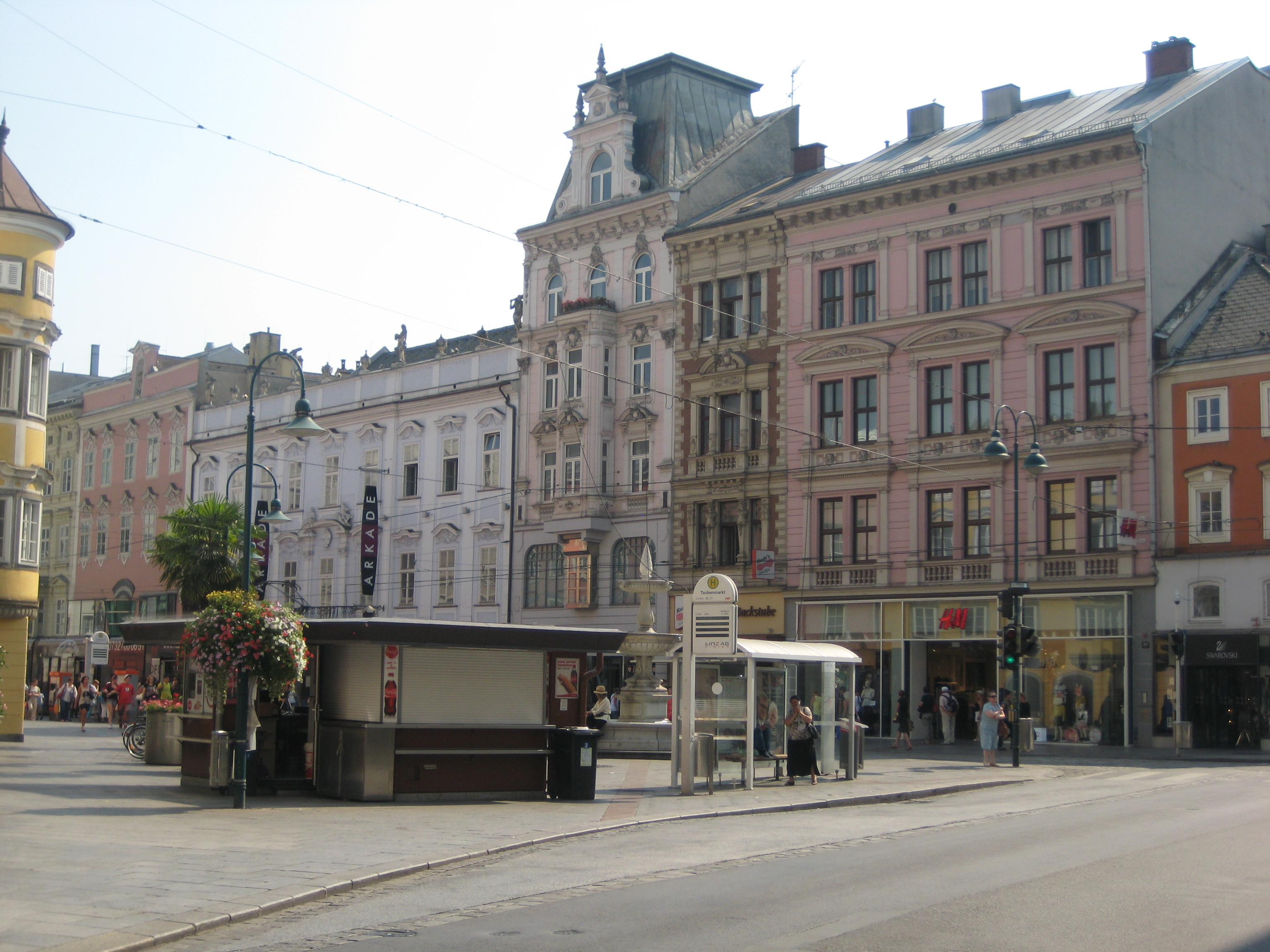
Taubenmarkt mit dem (geschlossenen) Würstelstand

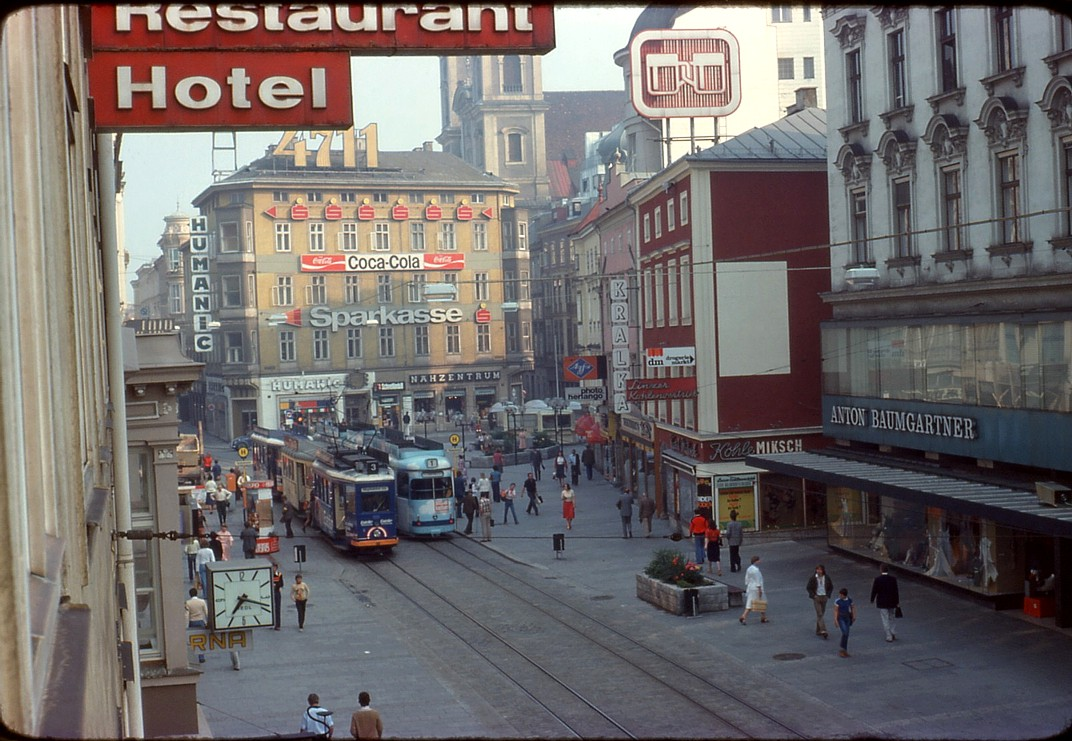
Taubenmarkt im Jahre 1978

Der Platz markierte den Beginn, beziehungsweise das Ende der Landstraße und wird von dieser am südlichen Ende begrenzt. Nach Norden rahmt die Schmidttorstraße, nach Westen die Promenade und in östlicher Richtung eine Straße gleichen Namens den Taubenmarkt ein.

## Namensherkunft
Bis zum Jahr 1880 wurde auf dem Platz am nördlichen Ende der Landstraße regelmäßig ein Geflügelmarkt abgehalten und war daher unter diesem Namen bekannt. Offiziell erhielt die Fläche um den Sparkassenbrunnen herum ihren heutigen Namen aber erst im Jahr 1952.

## Geschichte
Mit der Errichtung der Dreifaltigkeitssäule 1716 auf dem nahen Hauptplatz wurde der Pranger von dort auf den Taubenmarkt verlegt, was diesem zu mehr Bedeutung über die Funktion eines Marktes hinaus verhalf. Der Platz war lange lediglich über die recht schmale Domgasse erreichbar, bevor 1861 durch Abriss des Schmidtors eine Anbindung an den Hauptplatz geschaffen wurde. Im 20. Jahrhundert wurde der Taubenmarkt zum Umsteigeplatz für diverse Straßenbahn- und Buslinien. Er ist mittlerweile nicht nur der Platz der Stadt mit der höchsten Besucherdichte, sondern mit 236.000 gezählten Fußgängern pro Woche zwischen 08:00 und 19:00 Uhr auch auf Platz drei der meistfrequentierten Orte in Österreich.

## Kunst
Im Zentrum des Platzes findet sich heute ein Brunnen. Das klassizistische aus Marmor gefertigte Kunstwerk befand sich ursprünglich auf der Promenade. Hermann Krackowizer schuf es 1892 für die Kassenhalle der dortigen Sparkasse Oberösterreich. Das Gebäude wurde 1952 saniert und der sogenannte Sparkassenbrunnen 1979 kurzerhand in der Mitte des Taubenmarktes aufgestellt.

## Stadtleben
Durch die starke Frequentierung sowie die Bedeutung als zentraler Knoten für den Personennahverkehr hat der Taubenmarkt eine besondere Bedeutung für das Stadtleben bekommen. Von hier sind die Geschäfte der nahen Landstraße schnell erreicht. Die Arkade am Taubenmarkt (Eingang Palais Weißenwolff mit Atlanten beim Eingangsportal) mit gehobenerem Einzelhandel befindet sich unmittelbar am Platz. Für das jugendliche Publikum ist auch die McDonald’s-Niederlassung am Taubenmarkt ein Treffpunkt. Diese Filiale war eine der ersten in Europa, die das System Easy Order – das eine 100 % bedienungsfreie rein elektronische Bestellung ermöglicht – einführte. Ebenfalls prägend ist der Würstelstand im Zentrum des Platzes, welcher bis spät in die Nacht geöffnet hat und als Treffpunkt für Nachtschwärmer dient.